# Les Fleurs et les Vagues
Pour plus de détails, voir Fiche technique et Distribution.
Les Fleurs et les Vagues (花と怒濤, Hana to dotō) est un film japonais réalisé par Seijun Suzuki, sorti en 1964.

## Synopsis
Un jeune yakuza épris de la fille qui doit épouser le chef de son clan, kidnappe la promise et s'enfuit avec elle. À Tokyo, il se cache sous l'identité d'un ouvrier, tandis que la jeune femme devient serveuse d'un restaurant.

## Fiche technique
- Titre : Les Fleurs et les Vagues
- Titre original : 花と怒濤 (Hana to dotō?)[1]
- Titre anglais : The Flower and the Angry Waves
- Réalisation : Seijun Suzuki
- Scénario : Keiichi Abe (ja), Kazuro Funabashi (ja) et Takeo Kimura
- Photographie : Kazue Nagatsuka (ja)
- Musique : Hajime Okumura (ja)
- Décors : Takeo Kimura
- Montage : Akira Suzuki (ja)
- Société de production : Nikkatsu
- Pays de production :  Japon
- Langue originale : japonais
- Format : couleur - 2,35:1 (cinémascope) - 35 mm - son mono (Westrex Recording System)
- Genre : yakuza eiga, action et drame
- Durée : 92 minutes[2] (métrage : huit bobines - 2 521 m[2])
- Date de sortie :
  - Japon : 8 février 1964[2]

## Distribution
- Akira Kobayashi : Kikuji Ogata
- Tamio Kawachi (ja) : Kenji Yoshimura
- Chieko Matsubara
- Naoko Kubo (ja)
- Kaku Takashina (ja)
- Shōki Fukae (ja)
- Zenpei Saga (ja)
- Keisuke Noro (ja)
- Eimei Esumi (ja)
- Isao Tamagawa (ja)
- Akio Miyabe (ja)
- Shirō Yanase (ja)
- Osamu Takizawa
- Akira Yamanouchi